# Carex sterilis
Carex sterilis är en halvgräsart som beskrevs av Carl Ludwig von Willdenow. Carex sterilis ingår i släktet starrar, och familjen halvgräs. Inga underarter finns listade i Catalogue of Life.